# یوهانی آولان
یوهانی آولان (فنلاندی: Juhani Avellan; ۱۳ دسامبر ۱۹۴۵ – ۲۸ ژوئیهٔ ۲۰۰۴) وزنه‌بردار اهل فنلاند بود.
وی در مسابقات کشوری و بین‌المللی در مجموع برندهٔ ۱ مدال برنز شده‌است.